# Hemileius dispar
Hemileius dispar är en kvalsterart som först beskrevs av Balogh och Sandór Mahunka 1974.  Hemileius dispar ingår i släktet Hemileius och familjen Hemileiidae. Inga underarter finns listade i Catalogue of Life.